# Blažkov (hrad)
Blažkov je zaniklý malý hrad, který stál jihozápadně od Blažkova v okrese Žďár nad Sázavou v Kraji Vysočina. Osídlen byl nejspíše v době na přelomu třináctého a čtrnáctého století a dochovaly se z něj nepatrné terénní pozůstatky.

## Historie
První písemná zmínka o vsi Blažkov (tehdy Blažkova Lhota) pochází z roku 1348. Vesnice patřila k panství hradu Zubštejn, ale ve třetí čtvrtině čtrnáctého století v ní sídlili drobní zemané. V době husitských válek používali přídomek z Blažkova jakýsi Mikeš a jeho syn Matěj. Panské sídlo nebylo v historických pramenech nikdy zmíněno. Drobné šlechtické statky jeho výstavbu pravděpodobně neumožňovaly. Je tedy možné, že bylo staršího založení a bylo opuštěno už před rokem 1348.

## Popis
Hrádek byl založen na návrší zvaném Babinec u silnice z Blažkova do Mirošova. Jeho pozůstatkem je vrcholová oválná plošina s rozměry 27 × 13 metrů, ze tří stran obklopená příkopem. Pozůstatky staveb na ní nejsou patrné. Přístupová šíje byla prokopána při stavbě silnice, z níž je také patrný lom, který poškodil jihovýchodní stranu hrádku.